# Haucourt, Oise

Haucourt este o comună în departamentul Oise, Franța. În 1 ianuarie 2022 avea o populație de 132 de locuitori.